# Гафуров, Асрор
Асро́р Гафу́ров (узб. Asror G'ofurov; 30 января 1995 года, Сурхандарьинская область, Узбекистан) — узбекистанский футболист, полузащитник бангладешского клуба «Башундхара Кингз».

## Биография и карьера
Асрор Гафуров родился 30 января 1995 года в Сурхандарьинской области Узбекистана. Обучался в футбольной академии ташкентского «Пахтакора». Первый тренер — Шухрат Рахмонкулов. В 2007 году стал играть в детской команде «Пахтакора», игроки которого 1995 года рождения. Позднее начал привлекаться в молодёжную команду клуба, также играл в клубе «Пахтакор-2». За основную команду «Пахтакора» сыграл всего лишь один матч.
В 2013 году уехал в Турцию по приглашению местных футбольных агентов. В начале был на просмотрах в молодёжной команде Истамбульского «Бешикташа», но не был принят в команду из-за нетурецкого гражданства. После этого подписал контракт с клубом «Манисаспор» из города Маниса, который в то время участвовал в Первой лиге чемпионата Турции. Выступал за данный клуб до 2015 года и за это время сыграл в 13 матчах.
В 2015—2016 годах играл за ещё один турецкий клуб — «Сёкеспор» из города Сёке, который участвует в пятом дивизионе чемпионата Турции. Сыграл за этот клуб 21 матч и забил 1 гол. В 2016—2017 годах выступал за «Чорлу 1947» из города Чорлу, участвовавший в четвёртом дивизионе чемпионата Турции. С лета 2019 года является игроком узбекского клуба «Сурхан».